# Wiesław Łasiński

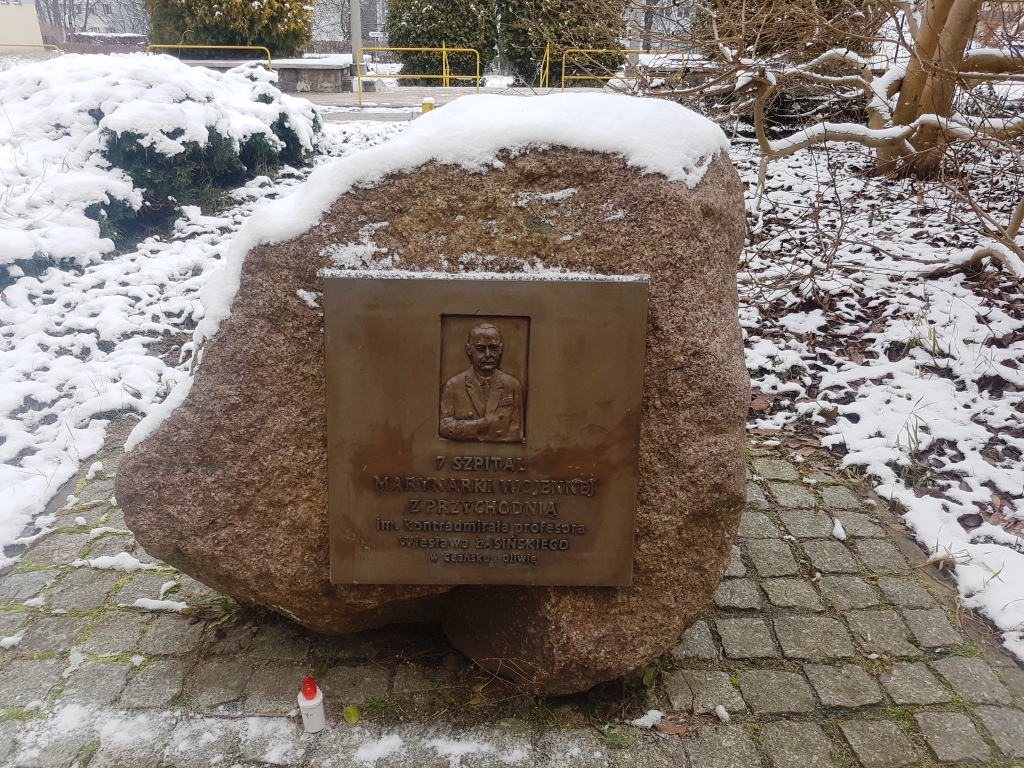
Kamień z płytą pamiątkową przed wejściem do budynku głównego szpitala marynarki wojennej w Gdańsku

Wiesław Łasiński (ur. 25 grudnia 1915 w Starym Sączu, zm. 23 lipca 2010 w Łodzi) – kontradmirał, profesor doktor nauk medycznych, doctor honoris causa Wojskowej Akademii Medycznej, w latach 1965–1972 komendant-rektor Wojskowej Akademii Medycznej, następnie rektor Akademii Medycznej w Gdańsku, uczestnik kampanii wrześniowej.

## Wykształcenie
Syn Kazimierza (1881-1921), nauczyciela i Kunegundy z domu Królik (1889-1952). W 1933 roku rozpoczął studia na Wydziale Lekarskim Uniwersytetu Warszawskiego, równolegle będąc podchorążym w Szkole Podchorążych Sanitarnych przy Centrum Wyszkolenia Sanitarnego w Warszawie. W 1939 roku uzyskał dyplom lekarza oraz promocję na pierwszy stopień oficerski podporucznika. W 1948 roku na Wydziale Lekarskim Akademii Medycznej w Gdańsku obronił doktorat, rozprawą zatytułowaną "Układ listewek skórnych na dłoniach Polaków". Specjalizację II stopnia z chirurgii oraz medycyny morskiej i organizacji ochrony zdrowia zrealizował w Szpitalu Marynarki Wojennej w Gdańsku. W 1970 roku otrzymał tytuł naukowy profesora, natomiast w 1983 roku został wyróżniony tytułem doctora honoris causa przez Senat Wojskowej Akademii Medycznej w Łodzi.

## Przebieg służby
Pierwsze stanowisko – dowódcy plutonu sanitarnego – objął w kompanii sanitarnej 26 Dywizji Piechoty. Podczas kampanii wrześniowej dostał się do niewoli niemieckiej po bitwie nad Bzurą. Przebywał w oflagach XI B Braunschweig, XII A Hadamar, XII B Limburg oraz szpitalach jenieckich w Koblencji i Trewirze, a po próbie ucieczki także w twierdzy Châlons. W 1945 roku został wyzwolony przez wojska amerykańskie i pracował w szpitalu Organizacji Narodów Zjednoczonych do Spraw Pomocy i Odbudowy w Mosbach. Następnie wrócił do Polski. 
Początkowo otrzymał zatrudnienie w Klinice Chirurgicznej na Wydziale Lekarskim Uniwersytetu Jagiellońskiego. W 1946 roku powołano go do zawodowej służby wojskowej i zweryfikowano w stopniu kapitana. W Gdyni zajmował kolejno stanowiska specjalisty gimnastyki leczniczej w Szpitalu Marynarki Wojennej, oficera-lekarza Flotylli Trałowców oraz oficera-lekarza dywizjonu okrętów podwodnych. Przed objęciem w 1949 roku posady starszego asystenta w Oddziale Chirurgicznym Szpitala Marynarki Wojennej w Gdańsku, był szefem lecznictwa Marynarki Wojennej. Później został zastępcą komendanta Szpitala Marynarki Wojennej. W latach 1956–1965, w stopniu wojskowym komandora, kierował Szpitalem Marynarki Wojennej.
W 1961 roku objął stanowisko profesora nadzwyczajnego w Akademii Medycznej w Gdańsku. Od 1962 roku w tej uczelni był również Kierownikiem Katedry Anatomii Prawidłowej oraz prodziekanem Wydziału Lekarskiego. Trzy lata później został pełnomocnikiem rektora ds. młodzieżowych. Również w 1965 roku wyznaczono go komendantem-rektorem Wojskowej Akademii Medycznej im. gen. dyw. Bolesława Szareckiego w Łodzi. Funkcję tę pełnił do 1972 roku, będąc jednocześnie kierownikiem Katedry Anatomii Topograficznej. W 1966 roku otrzymał uchwałą Rady Państwa PRL nominację na kontradmirała. Do 1983 roku był dyrektorem Instytutu Biologiczno-Morfologicznego Wojskowej Akademii Medycznej. W latach 1982–1983 zajmował stanowisko rektora Akademii Medycznej w Gdańsku, po czym przeszedł na emeryturę. W 1987 r. wszedł w skład polskiej sekcji ruchu "Emerytowani Generałowie na rzecz Pokoju i Rozbrojenia".

## Publikacje
- Anatomia człowieka, redakcja
- Anatomia głowy dla stomatologów, autor
- Anatomia topograficzna i stosowana, autor
- Lexicon Medicum, współautor

## Życie prywatne
Mieszkał w Łodzi. Od 1948 żonaty z Heleną Brzezińską (1928-1984).

## Członkostwo
- Komitet Antropologii Polskiej Akademii Nauk
- Komitet Nauk Podstawowych Polskiej Akademii Nauk
- Komitet Zoologiczny Polskiej Akademii Nauk
- Rada Naukowa Zakładu Antropologii Polskiej Akademii Nauk
- Polskie Towarzystwo Anatomiczne
- Polskie Towarzystwo Chirurgiczne
- Polskie Towarzystwo Lekarskie
- Gdańskie Towarzystwo Naukowe
- Łódzkie Towarzystwo Naukowe
- Stowarzyszenie Absolwentów Wojskowej Akademii Medycznej
- Towarzystwo Anatomów Histologów i Embriologów ZSRR
- Międzynarodowa Rada Badań Dermatoglificznych
- L'Association des Anatomistes

## Odznaczenia
- Krzyż Komandorski Orderu Odrodzenia Polski (1978)
- Krzyż Oficerski Orderu Odrodzenia Polski (1963)
- Złoty Krzyż Zasługi (1959)
- Srebrny Krzyż Zasługi (1947)
- Złoty Medal „Siły Zbrojne w Służbie Ojczyzny” (1968)
- Złoty Medal Za zasługi dla obronności kraju (1976)
- Medal za Odrę, Nysę, Bałtyk
- Medal Zwycięstwa i Wolności 1945
- Medal Komisji Edukacji Narodowej (1975)
- Zasłużony Nauczyciel PRL
- Złota odznaka Kół Młodzieży Wojskowej (1967)[2]
- nagroda ministra obrony narodowej I stopnia
- nagroda naukowa miasta Łodzi